# Modalidad de pesca May
La Modalidad de pesca MAY es una modalidad de pesca, también conocida como al tiento, en la que no se utiliza ni boya, ni plomo.
Su practica consiste en sacar el cebo una vez hundido, intentando mantener siempre el hilo lo más tenso posible para percibir el tiro del pez.
Su uso principalmente es para la pesca de peces de superficie como el Alburno y la Boga y para zonas de orilla donde la visibilidad del agua permita ver el fondo del río, lago o pantano.
- Datos: Q6019989